# Akamatsu Masanori
Akamatsu Masanori est un nom japonais traditionnel ; le nom de famille (ou le nom d'école), Akamatsu, précède donc le prénom (ou le nom d'artiste).
Pour les articles homonymes, voir Akamatsu (homonymie).
Akamatsu Masanori (赤松 政範, mort le 10 janvier 1577) est un des fils d'Akamatsu Masamoto et lui succède à la tête du clan Akamatsu à la fin de la période Sengoku du Japon féodal.